# Messe chrismale

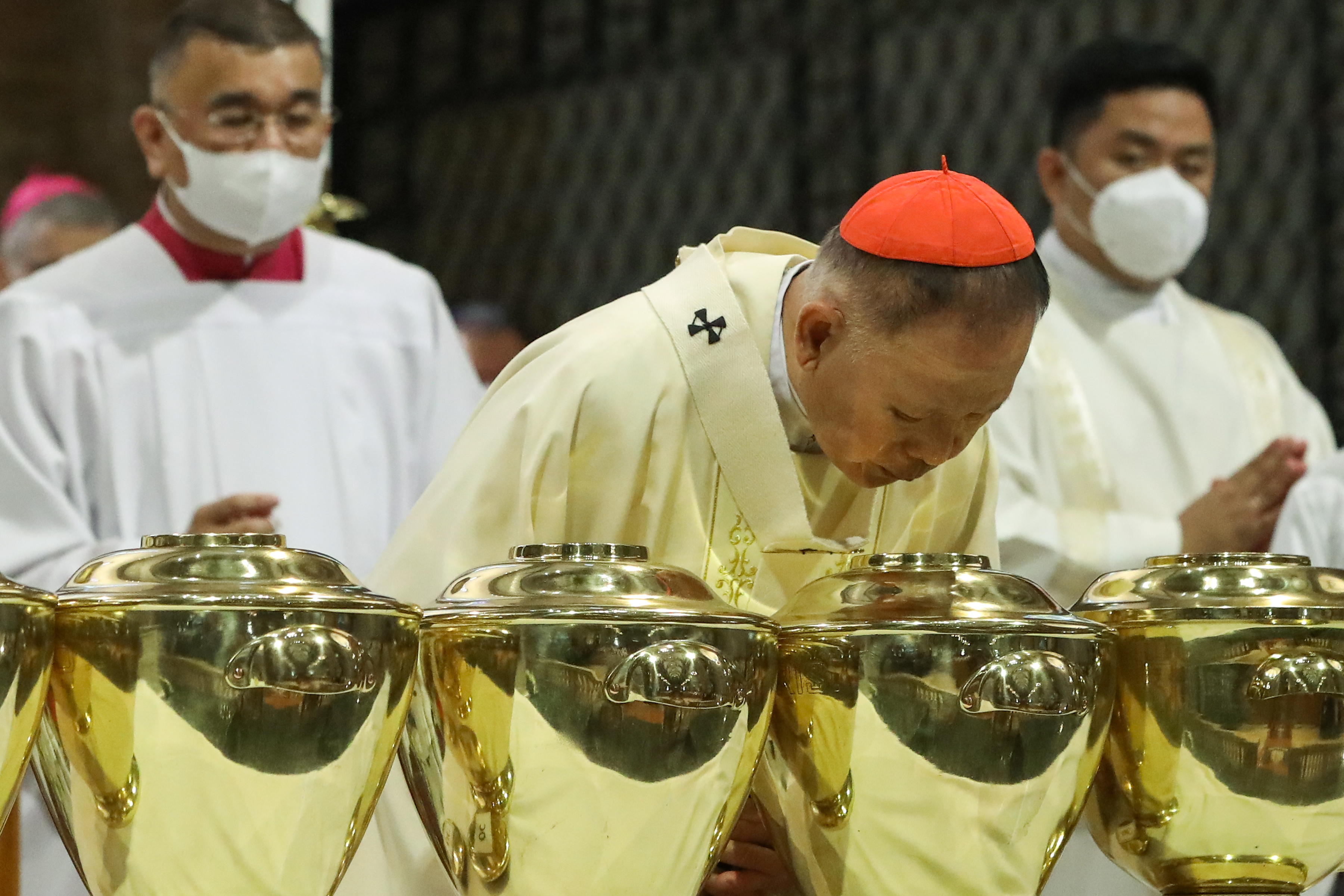
Le cardinal José Advincula, archevêque de Manille, célèbre la messe chrismale du Jeudi saint (2023).

La messe chrismale, du grec χρῖσμα / khrīsma, « huile » ou « onction », est la cérémonie au cours de laquelle l'évêque consacre le saint chrême. Cette huile sert pour les baptêmes célébrés lors de la Vigile pascale et tout au long de l’année liturgique pour les sacrements de baptême, de confirmation, d'ordre. C'est aussi au cours de cette célébration que l'évêque bénit (et non pas consacre) l'huile qui servira pour le sacrement de l'Onction des malades (huile des malades) ainsi que l'huile des catéchumènes qui servira, en amont, pour ceux qui recevront le sacrement de Baptême au cours de la Vigile Pascale.

## Origine
Le mot grec khrísma signifie onction, et a donné Christ et chrétien. L'onction renvoie à l'huile qui fait elle-même référence au roi ou au prêtre qui était oint dans l'Ancien Testament, c'est-à-dire pénétré de la présence divine. Saül et le Roi David ont tous les deux été oints par Samuel. C'est dans cette perspective que le futur roi de France était oint d'huile lors de la cérémonie de son sacre.
L'onction est révélée en plénitude par Jésus dans le Nouveau Testament : « L'Esprit du Seigneur est sur moi, parce qu'il m'a consacré par l'onction » (Lc 4, 18). Dans ce passage de l'évangile selon Luc, Jésus reprend une citation du prophète Isaïe : « l’Esprit du Seigneur Yahvé est sur moi, car Yahvé m’a donné l’onction » (Is 61, 1},.

## Les huiles
L'huile parfumée indique la présence de quelqu'un qu'on ne voit, ni n'entend. Elle symbolise également une nourriture, un éclairage, un remède, un fortifiant. Avec le saint chrême qui fait l'objet d'une consécration spéciale, deux autres huiles sont également bénites lors de la célébration : 
- L’huile des catéchumènes qui sert dans les célébrations préparatoires au baptême surtout pour les adultes ou les enfants déjà grands ;
- L’huile des malades qui sert dans la célébration du sacrement des malades.

## La célébration
Chaque année, dans tous les diocèses du monde, prêtres, diacres, religieux et fidèles se réunissent pour célébrer la messe chrismale. Elle a ceci de particulier qu'elle est unique dans chaque diocèse. L'évêque concélèbre cette messe avec les prêtres de son diocèse afin de manifester l’unité de toute la communauté. Cette messe est la principale occasion signalée par le concile au moment du rétablissement de la concélébration. Lors de la messe chrismale, les prêtres présents sont amenés à renouveler les promesses de leur ordination presbytérale. Normalement célébrée le Jeudi saint au matin, la cérémonie peut être avancée à un autre jour de la Semaine sainte qui précède Pâques.

## Source
- Qu'est-ce que la messe chrismale ?.